# 신희섭 (야구 선수)
신희섭(申熹燮, 1990년 9월 15일 ~ )은 KBO 리그 전 삼성 라이온즈의 투수이다. 아버지는 전 KIA 타이거즈 투수코치 신동수이다.

## 출신 학교
- 광주대성초등학교
- 광주동성중학교
- 광주동성고등학교
- 송원대학

## 참조
1. ↑  한국야구위원회, 2012 가이드북